# Marcin Kaczmarek
Marcin Kaczmarek (Pisz, Polonia, 25 de junio de 1977) es un nadador retirado especializado en pruebas de estilo mariposa. Fue medalla de bronce en la prueba de 4x100 metros estilos en el Campeonato Europeo de Natación de 1997.
Representó a Polonia en los Juegos Olímpicos de Sídney 2000.

## Palmarés internacional
| Campeonato Europeo de Natación | Campeonato Europeo de Natación | Campeonato Europeo de Natación | Campeonato Europeo de Natación |
| Año                            | Lugar                          | Medalla                        | Prueba                         |
| ------------------------------ | ------------------------------ | ------------------------------ | ------------------------------ |
| 1997                           | Sevilla ( España)              | Medalla de bronce              | 4 × 100 m estilos              |